# Gângiova (gmina)
Gângiova – gmina w Rumunii, w okręgu Dolj. Obejmuje miejscowości Comoșteni i Gângiova. W 2011 roku liczyła 2478 mieszkańców.